# Ránki Júlia
Ránki Júlia (Budapest, 1950. július 30. –) magyar rádiós és televíziós szerkesztő–riporter, műsorvezető, újságíró, tanár.

## Életpályája
A Veres Pálné Gimnáziumban érettségizett 1968-ban. Az ELTE Bölcsészettudományi Karának francia szakán 1973–ban diplomázott. Újságírói diplomáját a MÚOSZ Újságíró Iskolájában 1975-ben kapta meg. 1976-ban elvégezte a Televízió riporteri stúdióját, amelyet Vitray Tamás vezetett. 1974–1989 között a Magyar Televíziónál dolgozott, 1974-ben kezdett szerkesztő–riporterként a Híradó szerkesztőségében. 
Elsősorban kulturális riportokat készített a film, a zene, a színház és a képzőművészet eseményeiről. Riportjaiban és riportfilmjeiben nyilatkozott neki például Gilbert Bécaud, Míkisz Theodorákisz, Péli Tamás, Ránki György és sokan mások. Több éven keresztül foglalkozott riportjaiban a magyarországi cigányság helyzetével. Tudósított a párizsi L’Humanité ünnepségről, az Uszty-Ilimszkben felépült papírgyár magyar fiataljairól. 1979-től a Kulturális főszerkesztőség riportere és szerkesztője, közben rádiózik is. 
1989-től a Magyar Rádió munkatársa lett. 2003-tól a Magyar Rádióban a Petőfi adóMás-sáv című, napi esti műsorsorozat rovatvezetője, 2004–2006 között a Sziget Fesztiválon a Petőfi Rádiós sátor és a műsorok felelős szerkesztője volt. 2010-ben ment nyugdíjba, majd független rádiósként a RádióQban, később a FUGA Rádióban, annak egyik alapítójaként irodalmi, kortárs zenei és építészeti műsorokat készített. 2015 óta a Tilos Rádió műsorvezetője, korábban hírszerkesztője  és a Kortárs Építészeti Központ  (KÉK) csapatának önkéntese. 
Az ELTE Média és Kommunikáció Tanszékén hírírás kurzust tart óraadó tanárként. Az Európai Újságírók Szövetsége Magyar Tagozatának tagja. 2010 óta az Uccu Roma Informális oktatási Alapítvány kuratóriumi elnöke.

## Televíziós munkáiból
- Stúdió (kulturális magazin, riporter)
- Premier
- Napzárta
- Mélyvíz – műsorvezető
- Zene-zene-zene – műsorvezető
- Képzőművészeti Magazin – riporter, műsorvezető
- Fülbevaló – műsorvezető
- Dimenzió – tudományos magazin, riporter
- MTV Karmesterverseny (1986 és 1989) – műsorvezető
- Most és itt – kortárs műtermek (1989) – szerkesztő

## Rádiós munkáiból
- 168 óra, később 16 óra, Gondolatjel, Láttuk-hallottuk(Magyar Rádió,Kossuth adó) (1985–2000)
- Hétvégi Panoráma (Magyar Rádió, Petőfi adó – műsorvezető (1988–2008)
- Muzsikáló reggel (Magyar Rádió, Bartók adó) – műsorvezető  (1991–1997)
- A zene ünnepe Európában és a Magyar Rádióban – felelős szerkesztő (1995)
- Más-sáv (Magyar Rádió, Petőfi adó) – felelős szerkesztő – (1997–2006)
- Esti kérdés, Kultúrkör (Magyar Rádió, Kossuth adó) – szerkesztő, műsorvezető  (2006–2010)
- Szépkilátó Fogadó (Tilos Rádió)
- Utcarádió (Tilos Rádió)

## Egyéb szakmai tevékenységei
- A budapesti Francia Intézet egyes rendezvényeinek sajtófelelőse (1987–1994)
- Interpress Magazin (IPM) kulturális rovatvezető (1993–1994)
- Budapest Art Expo – sajtófőnök (1993–1995)
- Triola koncertiroda – sajtófőnök (1993–1995)
- Láthatatlan kiállítás – szervező és sajtófelelős (1995)
- MADI Hídmúzeum terv és kiállítások – sajtófőnök (1997–1999)
- Kalózok – zenés magyar film – sajtófőnök (1998–1999)
- Időkerék a Városligetben – a PR csoport tagja (1999)
- InternetGalaxis – kulturális és média témák felelőse és sajtófőnök (2000)
- Tarr Béla  filmjeinek sajtófőnöke (2000-2005)
- Pécsi Országos Színházi Találkozó (POSZT) – sajtófőnök (2001-2010)
- ELTE Szociológiai Intézet – kulturális menedzser szak, rádiós ismeretek – óraadó (2001–2002)
- A Budapesti Holocaust Emlékhely és Dokumentációs Központ kommunikációs tanácsadó(2003)
- A Centrál kávéház kulturális programjainak szervezője (2004–2005)
- A „Magyar médiatörténet a késő Kádár-kortól az ezredfordulóig” (Erasmus könyvek – Akadémiai Kiadó) című tanulmánykötet rádiós koordinátora (2005)
- Gyulai Shakespeare Fesztivál–sajtófőnök (2005-2011)
- Uccu Roma Informális Oktatási Alapítvány Kuratóriumi elnöke (2010-)
- ELTE Média és Kommunikáció TAnszék–külsős oktató (2020-)

## Filmográfia
- Piaci emberek (1976) (rendező: Kóthy Judit)
- Ők háromszázan (1976) (rendező-operatőr: Hadházy László)
- Cigányfilm (1978) (rendező-operatőr: Hadházy László)
- Péli Tamás portré (1979) (rendező–operatőr: Hadházy László)
- Interjú – Ruttkai Éva műsora (1980) (rendező: Sándor Pál; operatőr: Szalai András)
- A hét műtárgya (1981) – forgatókönyvíró; szerkesztő
- Az üveg  (1982) (rendező: Jászi Dezső; operatőr: Szalay Z. László)
- Lantmadár (1983) (rendező: L. Nagy Katalin; operatőr: B. Marton Frigyes)
- A tönk meg a széle (1983)
- 25 év – Fiatal Képzőművészek Stúdiója (1984) (rendező: Nagy Péter András)
- Az énekmester (1984) (rendező: Mérei Anna; operatőr: Szalay Z. László)
- Steve Reich és a 180-as Csoport (1985) (rendező: Bodnár István; operatőr: Bodnár István;  Hollós Olivér; Füredi Vilmos)
- Etűdök plakátokra (1986) (rendező: Szűcs Szabó Fruzsina)
- Operamagazin nemzetközi koprodukció (1989–1992) (rendező: Claire Alby)
- A Kvartett muzsikusai (1993) (rendező: Catherine Zins)
- A Zsupszfalvi tűzoltók (1993) (rendező: Levente Péter; operatőr: Becsy Zoltán)
- Drámaírók Zalaegerszegen (1995) (rendező–operatőr: Sólyom András)

## Társadalmi tevékenységei
- A Magyar Rádió Közalkalmazotti Tanácsának tagja (1992–1994)
- Nyilvánosság Klub tagja 1988-tól (1994-ig ügyvivő)

## Díjai, elismerései
- Nívódíjak (Magyar Rádió)
- Nívódíjak (Magyar Televízió)
- Toleranciadíj (1997; 1999)
- A Magyar Fotográfiai Múzeum Jótevője (2001)
- Nemzetközi Rádiós és Televíziós Egyetem (URTI) nagydíj Rádiós kategória, az „Aki hallja, adja át!” című dokumentum műsorért (2007)
- Csengery Antal-díj (2022)[4]